# Брисбен Крикет Граунд
«Брисбен Крикет Граунд» (англ. Brisbane Cricket Ground) (также известный как «Габба») — многофункциональный стадион в городе Брисбен (Австралия). Расположен в пригороде Вуллунгабба, в честь которого получил своё второе название. Крупнейший стадион штата Квинсленд. На протяжении многих лет здесь проводятся соревнования по лёгкой атлетике, футболу, австралийскому футболу, крикету, регби, регбилиг, бейсболу, велоспорту, скачкам и собачьим бегам. Также здесь проводятся концерты. В настоящее время является домашней ареной клуба АФЛ «Брисбен Лайонс», а также крикетных команд «Квинсленд Буллс» (представляет штат в национальных тестовых играх) и «Брисбен Хит» (выступает в мужском и женском турнирах профессиональной лиги T20 Big Bash League). Стадион станет главной ареной Летних Олимпийских игр 2032 и будет значительно модернизирован к тому моменту.
В период с 1993 по 2005 год «Габба» была перестроена в шесть этапов, что обошлось в 128 000 000 австралийских долларов. Размеры игрового поля теперь составляют 170,6 метра (560 футов) (с востока на запад) на 149,9 метра (492 фута) (с севера на юг), чтобы соответствовать правилам австралийского футбола на элитном уровне. Вместимость стадиона составляла 42 000 человек в 2010 году, однако была сокращена в последнее время из-за новых электронных табло и корпоративных объектов. Для международных матчей по крикету вместимость снижена до 36 000 человек. Для матчей АФЛ вместимость немного больше — 37 478 человек.

## История

### Основание
Территория, на которой находится стадион, была отведена для использования в качестве площадки для игры в крикет в 1895 году, а 19 декабря 1896 года на этом месте был проведён первый матч между Парламентом и Прессой. До этого в крикет играли на площадке в районе, тогда известном как Зелёные холмы (рядом с Террасой графини Петри напротив казарм Виктории, теперь занятых Северной автобусной трассой), по крайней мере, с начала 1860-х годов.
Собачьи бега здесь впервые были проведены в 1928 году.
«Габба» делила матчи первого класса по крикету со стадионом «Иксхибишн Граунд» до 1931 года. Первый матч «Шеффилд Шилд» на «Габбе» планировалось сыграть между 31 января 1931 года и 4 февраля 1931 года, но обстоятельства не позволили. Первый тестовый матч здесь был сыгран между Австралией и ЮАР с 27 ноября по 3 декабря 1931 года.
В 1972 году на «Габбе» была проложена трасса для собачьих бегов, и в течение 21 года здесь еженедельно проводились вечерние соревнования.

### Расширение
В 1993 году начались работы по превращению «Габбы» в полноценно сидячий стадион. Последний турнир по собачьим бегам состоялся 5 февраля 1993 года, вскоре после этого начались работы по удалению данного трека, чтобы приспособить переселение команды АФЛ «Брисбен Бэарз» с Голд-Коста на «Габбу», а также отремонтировать здание сэра Гордона Чалка и превратить его в социальный клуб «медведей» и раздевалки. Также началась реконструкция трибуны Клема Джонса, строительство новой западной трибуны и расширение игровой площадки для проведения матчей по австралийскому футболу. Работы были в целом завершены к 11 апреля, когда «Медведи» провели свою первую игру АФЛ на обновлённом стадионе против «Мельбурна» в присутствии 12 821 зрителя. Последующие дальнейшие ремонтные работы на данной территории привели к тому, что нынешние двухуровневые трибуны были построены поэтапно, а последний этап был завершен в 2005 году, когда социальный клуб уже «Брисбен Лайонс» был снесён и заменён трибуной с 24 секциями, расположенной на 3 уровнях с сидячими местами. Общая стоимость работ составила 128 миллионов австралийских долларов. В середине 2020 года «Габба» получила 35 миллионов долларов на ремонт медиа-центра стадиона и корпоративных объектов, а также входов и удобств для зрителей. Работа была завершена в октябре того же года, незадолго до того, как здесь состоялся Гранд-финал АФЛ 2020 года.

### Летние Олимпийские игры 2032
После того, как Международный олимпийский комитет предоставил Брисбену право на проведение летних Олимпийских игр 2032 года, правительство Квинсленда объявило, что «Габба» станет центральным местом проведения Игр. Правительство предложило снести фундамент стадиона и перестроить стадион заново с новыми трибунами на его месте, которые вмещали бы около 50 000 зрителей. Стоимость предложения — 1 миллиард долларов.

## Спортивные события на стадионе

### Крикет
«Габба» используется для игры в крикет с октября по март и является домашним для Ассоциации крикета Квинсленда, Клуба игроков в крикет Квинсленда и команды по крикету «Квинсленд Буллс». В этом месте обычно проводится первый тестовый матч сезона каждый ноябрь в дополнение к ряду однодневных международных матчей, которые обычно проводятся в январе. Поле обычно быстрое и упругое.
Удобства «Габбы» были значительно улучшены в 1980-х годах по сравнению с очень простым стандартом, особенно по сравнению с другими австралийскими площадками для крикета. Тестовый крикетный матч впервые был сыгран в ноябре 1931 года, это был первый тест в серии тестов между Австралией и Южной Африкой. Квинсленд завоевал свой первый в истории титул Шеффилд Шилд, победив Южную Австралию в финале на этом стадионе в марте 1995 года.
«Габба» была первым австралийским стадионом, где прошёл международный матч по крикету в укороченном формате Twenty20.
В ноябре 1968 года Колин Милберн набрал 243 очка, в том числе 181 за двухчасовую дневную сессию, в матче Шеффилд Шилд между Западной Австралией и Квинслендом.
В первый день первого теста из серии Ashes 2010-11 между Австралией и Англией на стадионе состоялся практически аншлаг.
15 декабря 2016 года Австралия принимала Пакистан для проведения первого теста «день-ночь» на «Габбе» и первого австралийского теста «день-ночь», который проводился за пределами Аделаидского овала.

### Австралийский футбол
«Габба» была домашним стадионом «Брисбен Бэарз» с 1993 по 1996 год, а с 1997 года является домашним стадионом команды «Брисбен Лайонс». Рекордная посещаемость матча по австралийскому футболу здесь — 37 473 человека в матче между «Брисбен Лайонс» и «Ричмондом» во втором отборочном финале 2019 года.
Австралийский футбол давно ассоциируется с этим полем. Матч Футбольной лиги Квинсленда проводились здесь с 1905 по 1914 год, с 1959 по 1971 год, в конце 1970-х и начале 1980-х годов. Матчи AFLQ возобновились в 1993 году как событие, предвосхищающее основные игры AFL, наряду с редкими Гранд-финалами AFLQ.
Здесь также проводились игры между штатами, в том числе национальный карнавал 1961 года, а также демонстрационная игра во время Игр Содружества 1982 года. В 1991 году на «Габбе» случилась единственная победа Квинсленда над командой Виктории.
В течение сезона AFL 2020 года «Габба» принимала больше домашних и выездных матчей, чем обычно, из-за временного переезда викторианских и других клубов в результате пандемии COVID-19. Место проведения было также выбрано для размещения гранд-финала 2020, поскольку «Мельбурн Крикет Граунд» не был способен провести матч со зрителями. Таким образом «Габба» стала первым стадионом за пределами штата Виктория, на котором состоялся Гранд-финал AFL, в котором «Ричмонд» выиграл у «Джилонга» в присутствии 29 707 человек, чуть меньше временной максимальной вместимости стадиона в условиях пандемии. До этого лишь пять раз гранд-финал проходил за пределами Мельбурн Крикет Граунд.

### Футбол
В начале 1900-х годов «Габба» принимала многочисленные матчи между Австралией и различными странами-гостями. В 1950-х и 1960-х годах здесь проходили футбольные матчи клубов английского первого дивизиона и шотландских клубов, включая «Блэкпул», «Эвертон», «Манчестер Юнайтед» и «Харт оф Мидлотиан». Сборные Китая и ЮАР также играли на этом стадионе. Во время летних Олимпийских игр 2000 года на «Габбе» прошли 6 матчей группового этапа и четвертьфинал мужского футбольного турнира.

### Регбилиг
8 мая 1909 года в Брисбене на стадионе «Габба» состоялся первый матч по регбилиг. «Северные дьяволы» играли против «Южных сорок» перед горсткой зрителей на площадке. «Габба» приняла свой первый тестовый матч по регбилиг 26 июня 1909 года, когда Австралия победила новозеландских маори со счетом 16:13. «Кенгуру» продолжали проводить тесты на этом стадионе до 1956 года, и рекордное количество зрителей — 47 800 человек увидели, как Австралия играла с Великобританией в 1954 году. С 1932 по 1959 год «Габба» также использовалась для проведения матчей между штатами, а также международных финалов по регбилиг в 1909—2003 годах.

### Регби-15
Сборная Австралии в 1907—2002 годах провела здесь 6 международных тестовых матчей, выиграв лишь последний из них против сборной ЮАР со счётом 38:27.

### Собачьи бега
Собачьи бега на этом стадионе проводились до реконструкции. Прежде всего в 1928 году, а также в 1972—1993 годах.

## Галерея

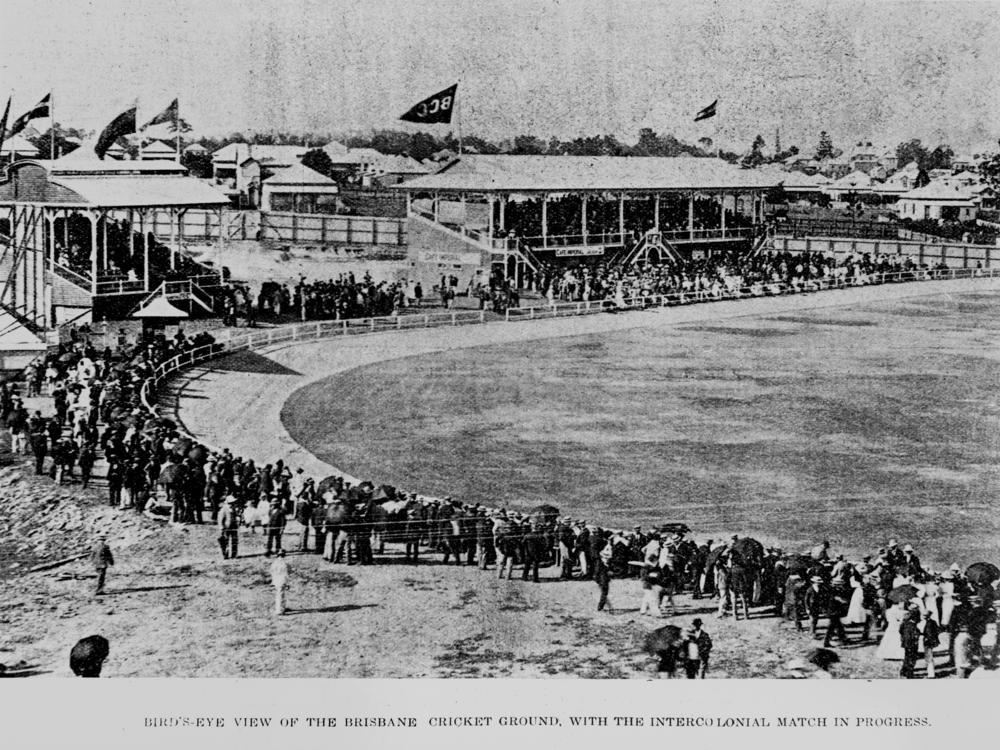
Крикетная площадка, 1899 год
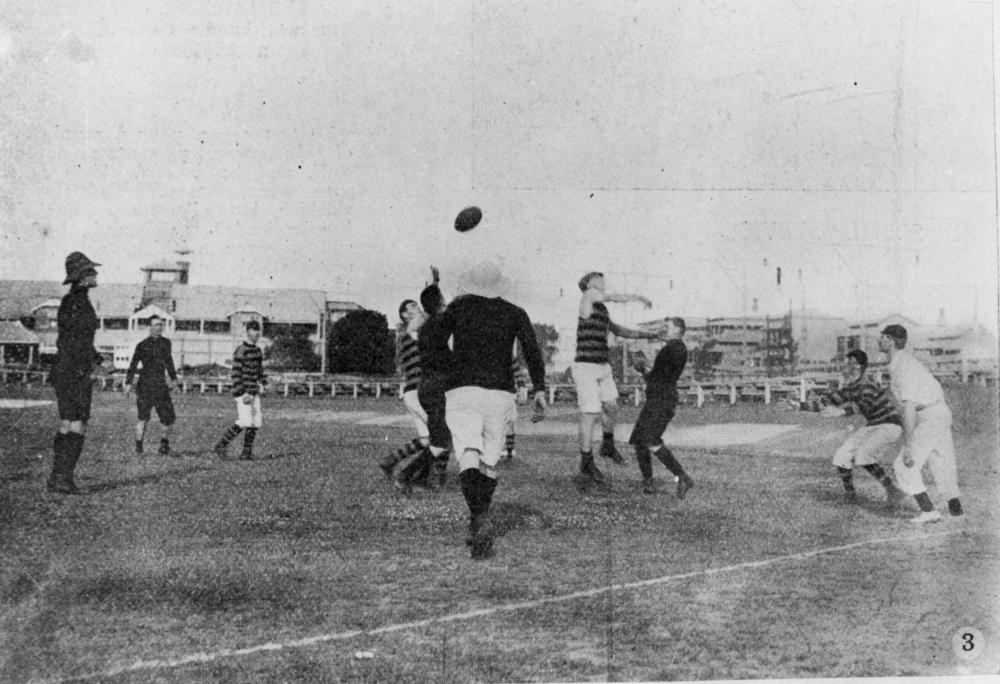
Финал чемпионата по австралийскому футболу, 1907 год
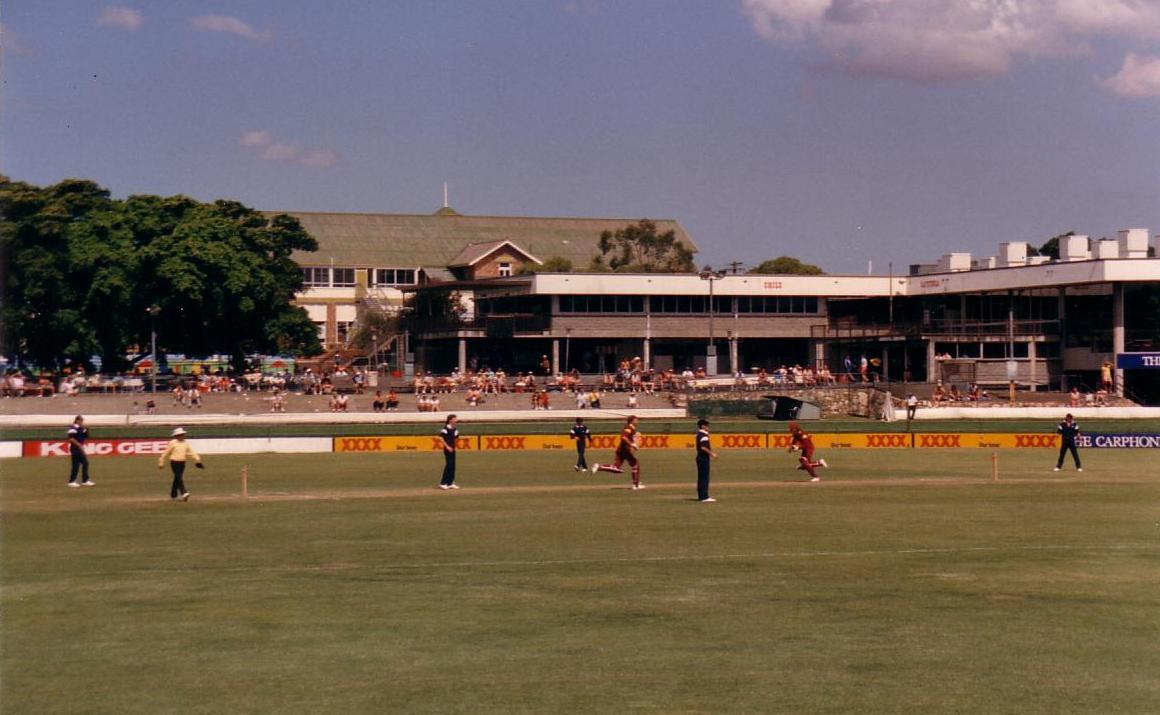
До реконструкции
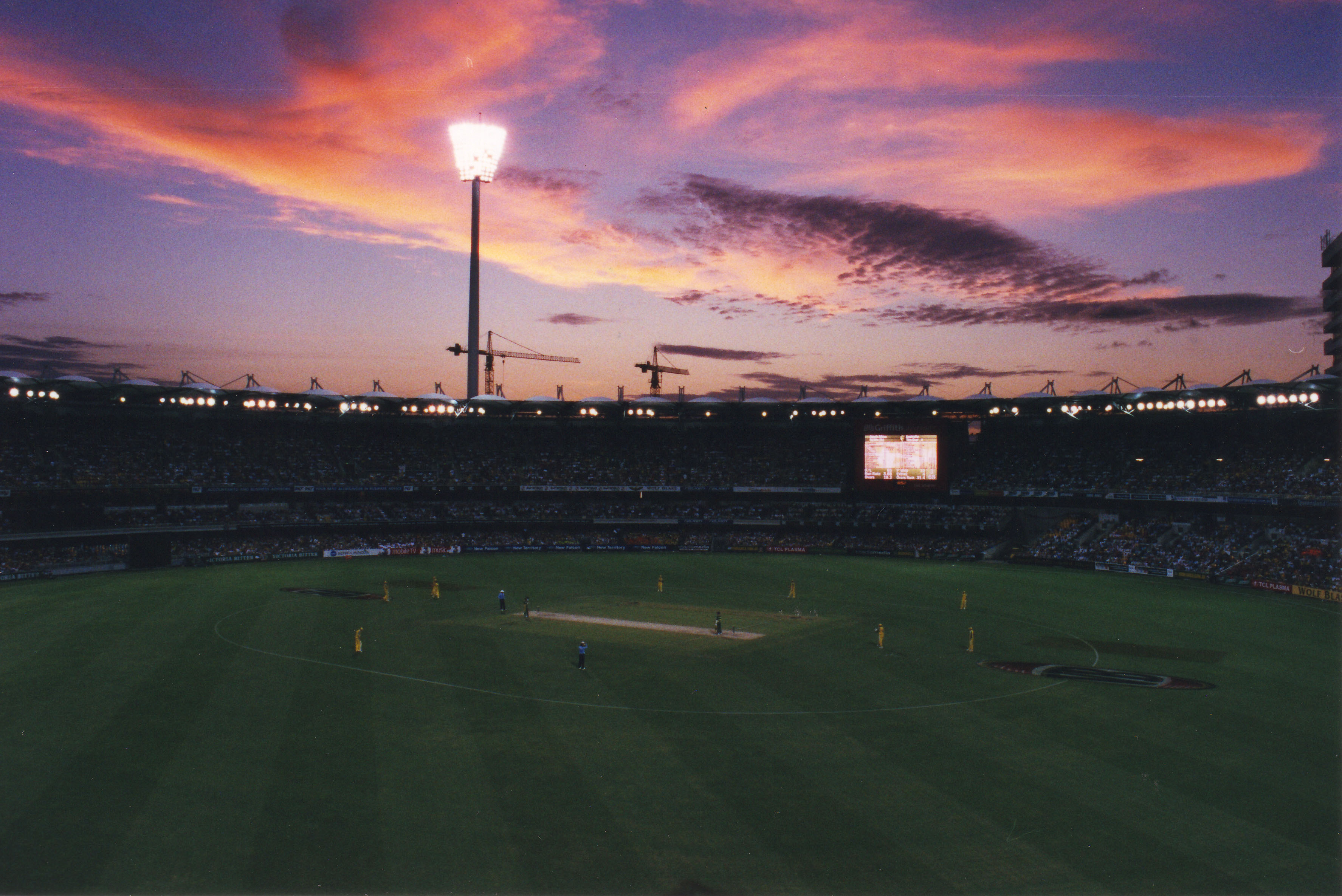
Крикетный матч Австралия — ЮАР, декабрь 2006
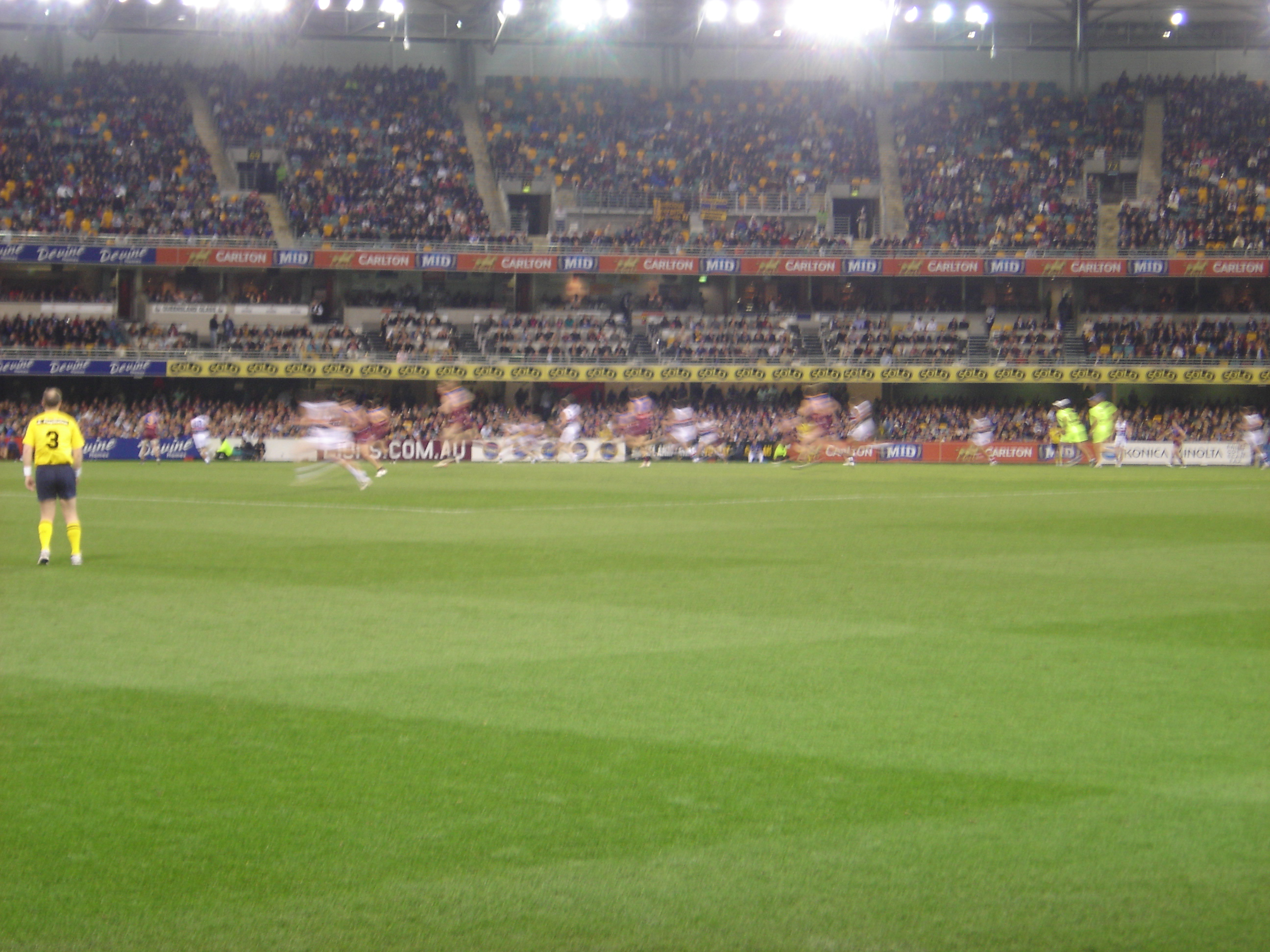
Австралийский футбол, 2008 год